# Pothyne incerta
Pothyne incerta là một loài bọ cánh cứng trong họ Cerambycidae.